# Т'яша Одер
Т'яша Одер (22 червня 1994) — словенська плавчиня.
Учасниця Олімпійських Ігор 2012, 2016 років.
Призерка Чемпіонату Європи з водних видів спорту 2016 року.